# Montichiari
Montichiari é uma comuna italiana da região da Lombardia, província de Bréscia, com cerca de 25.000 habitantes. Estende-se por uma área de 81 km², tendo uma densidade populacional de 235 hab/km². Faz fronteira com Calcinato, Calvisano, Carpenedolo, Castenedolo, Castiglione delle Stiviere (MN), Ghedi.
Montichiari, norte da Itália. A cidade, de 25 mil habitantes, é recordista italiana no consumo de cocaína, com 14 doses diárias a cada mil habitantes, segundo recente pesquisa oficial do Ministério da Saúde italiano, superando Milão, com 9,1 doses, em 2009.

## Demografia
| Variação demográfica do município entre 1861 e 2011                               |
|                                                                                   |
| Fonte: Istituto Nazionale di Statistica (ISTAT) - Elaboração gráfica da Wikipedia |